# Heinzenberg (bei Kirn)
Heinzenberg település Németországban, Rajna-vidék-Pfalz tartományban. Lakosainak száma 25 fő (2023. december 31.).

## Népesség
A település népességének változása:
| Lakosok száma | 36   | 24   | 21   | 21   | 22   | 25   |
|               | 1975 | 2017 | 2019 | 2021 | 2022 | 2023 |